# 梧桐镇 (南岔县)
梧桐镇是中华人民共和国黑龙江省伊春市南岔县下辖的一个镇。
2022年8月，黑龙江省民政厅批复同意撤销迎春乡设立并更名为梧桐镇，以迎春乡行政区域为梧桐镇的行政区域，镇人民政府驻地迁址至梧桐村。

## 行政区划
梧桐镇下辖以下村级行政区划单位：
梧桐社区、石头河社区、岩石社区、松青社区、柳树社区、振兴村、中兴村、沙山村、双合村、梧桐村和松青村。